# 国鉄シキ195形貨車
国鉄シキ195形貨車（こくてつシキ195がたかしゃ）は、1962年（昭和37年）7月30日に日本車輌製造支店で1両のみ製作された、70 トン積み分割落し込み式大物車である。1981年（昭和56年）に低床式の梁を新製して、55 トン積み低床式大物車としても使用できるようになった。車籍は当初日本国有鉄道で、1987年（昭和62年）の国鉄分割民営化に際しては、日本貨物鉄道（JR貨物）に継承された。
落し込み式梁は、低床式梁の製作以後はシキ195Cと称されている。このときは全長20,020 mmで、貨物を搭載する落し込み部は幅2,423 mm、前後方向はピン間で6,600 mmである。分割落し込み式であり、貨物を搭載する中間梁は吊り掛け梁から取り外すことができるようになっている。吊り掛け梁はガーダー構造、中間梁はトラス構造である。台車はベッテンドルフ式2軸ボギー台車NC-3A形で、これを2台組み合わせたものに枕枠を載せて、それに荷受梁を載せる、全部で4台車8軸の構成であった。空気ブレーキはA制御弁を用いる積空切り替え可能なASD180-254形であった。最高速度は積車時45 km/h、空車時65 km/hであった。
低床式梁は、1981年（昭和56年）3月17日に日本車輌製造で新規製作した梁を、従来の落し込み式梁の枕枠以下に組み合わせたもので、シキ195Aと称している。このときの全長は22,120 mmで、低床部の長さは6,000 mm、レール面上高さは660 mmである。
東京芝浦電気（1984年（昭和59年）から東芝）の所有する私有貨車であった。常備駅は当初新芝浦駅で、その後浅野駅を経て安善駅へ移動したが、これは貨物駅の統廃合に伴うもので、実際の留置場所は変化していなかった。2001年（平成13年）1月にA梁・C梁ともに廃車となった。